# Val Cavallina
La Val Cavallina (Al Caalìna in dialetto bergamasco) è la valle del fiume Cherio, in provincia di Bergamo, nelle Alpi Orobie.
Si snoda lungo il percorso del fiume per circa 30 chilometri, da Trescore Balneario a Endine Gaiano in direzione nord-est e conta 34 550 abitanti.

## Orografia
La Val Cavallina, in base all'orografia del territorio, può essere divisa in due zone. La prima, più a nord, è fortemente contraddistinta dalla presenza del Lago di Endine. La valle in questa zona si presenta abbastanza stretta con il lago incassato tra i monti circostanti (Torrezzo 1378 m. ed i Colli di San Fermo 1175 m.) con una natura pressoché intatta. Anche gli insediamenti umani sono circoscritti ai nuclei comunali di Endine Gaiano, Spinone al Lago, Ranzanico, Bianzano e Monasterolo del Castello. La seconda parte, più a sud, è caratterizzata dal corso del fiume Cherio, che, sebbene spesso presenti carattere torrentizio, contraddistingue questa valle. Questo fiume nasce direttamente dal Lago di Endine tra Monasterolo del Castello, Spinone al Lago e Casazza e prosegue toccando tutti gli altri comuni della valle: nell'ordine Vigano San Martino,grone,  Borgo di Terzo, Luzzana, Entratico, Trescore Balneario, e Zandobbio. Dopodiché la valle si apre verso la pianura.

## Storia

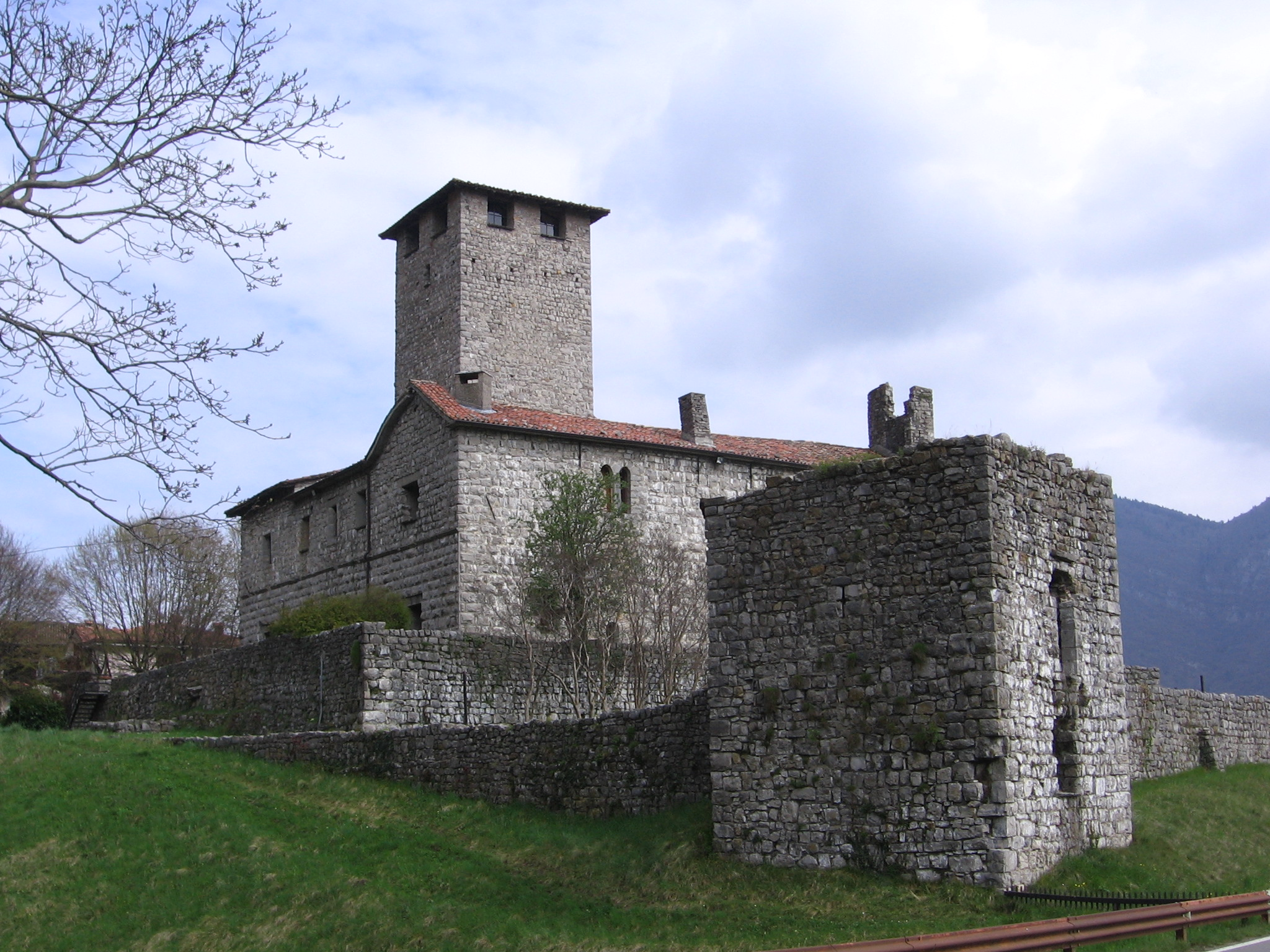
Il Castello Suardi di Bianzano

I primi insediamenti in Val Cavallina risalgono all'era paleolitica e neolitica, con ritrovamenti nei pressi di Trescore, Zandobbio, Luzzana e Vigano. Le età successive, contraddistinte dallo sviluppo dei metalli, hanno lasciato numerosi reperti, specialmente in località collinari: alla Buca del corno ad Entratico, sul monte Pranzà in territorio di Vigano San Martino, sul monte Bastia a Cenate Sopra e in località Canton a Trescore Balneario. Quest'ultima area è considerata luogo di notevole spessore archeologico, dato che sono stati portati alla luce insediamenti che vanno dal neolitico all'età del rame. 
Più tardi, circa nel I-II secolo a.C., la valle ha subìto la conquista romana, come testimoniano le numerose sepolture rinvenute (Grone e Zandobbio) e l'origine del nome di numerosi paesi: Blandianum diventato poi Bianzano, Gaiano e Luzzana.
A Casazza notevoli sono i resti di edifici risalenti al II-IV secolo d.C., da poco rinvenuti e quindi non completamente studiati.
Dopo i secoli del primo medioevo, la val Cavallina risentì di un nuovo sviluppo grazie alla famiglia Suardi: dotata di immense ricchezze costruì castelli (Bianzano e Monasterolo) e dimore fastose (Trescore), dando nuova linfa ai commerci ed all'economia della zona.
Dopo la fine delle signorie, la valle cominciò ad avere periodi di relativa calma, seguendo le sorti del resto della provincia, passando dalla Repubblica di Venezia al regno d’Italia fino ai giorni nostri.

## Economia
L'economia del Val Cavallina risulta essere molto diversificata: la parte nord, a contatto con il lago, beneficia degli effetti del turismo con hotel, ristoranti ed attrazioni per il tempo libero. 
L'”industria dell'acqua” è altresì importante, grazie alle terme di Trescore e Gaverina (ora chiuse), ed all'imbottigliamento dell'acqua, unita alla produzione anche di altre bevande, sia a Spinone al Lago che a Gaverina Terme.
Ovunque sono comunque presenti insediamenti commerciali, specialmente nella zona più a valle: attività metalmeccaniche e della lavorazione del legno risultano essere predominanti.
Di notevole rilevanza è l'attività estrattiva del marmo, concentrata nella zona di Zandobbio, il cui prodotto lavorato è conosciuto ed apprezzato anche oltre i confini nazionali.

## Viabilità

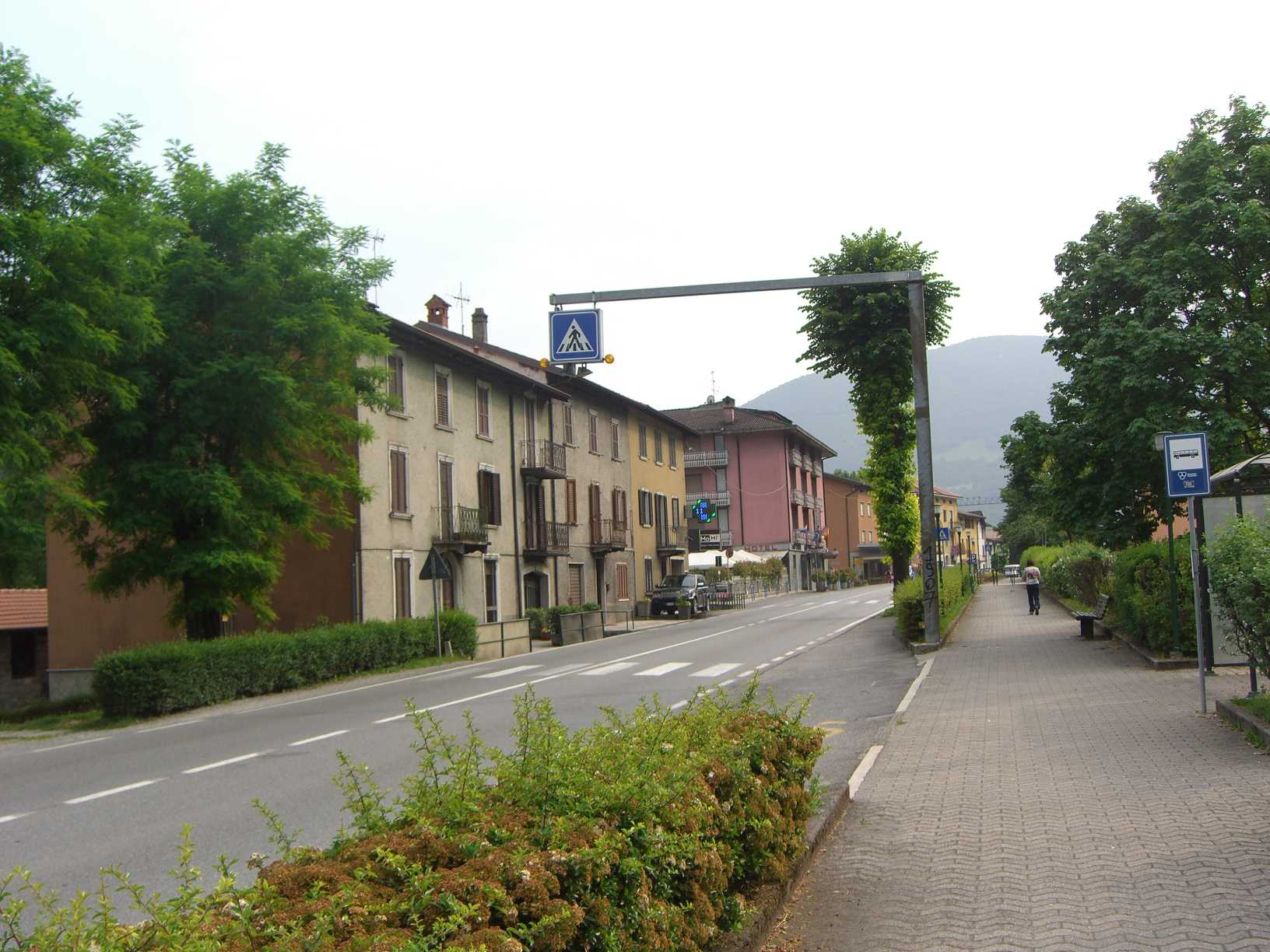
La strada statale 42 del Tonale e della Mendola a Spinone al Lago

L'asse di comunicazione principale è la strada statale 42 del Tonale e della Mendola, che congiunge Treviglio a Bolzano attraversando totalmente la val Cavallina, costeggiando il fiume Cherio. 
Problematica è quindi la gestione del traffico, dato che la suddetta arteria risulta essere l'unica via di scorrimento, causando quotidiani intasamenti da traffico.
Negli ultimi anni è stata aperta una pista ciclabile che, costeggiando il corso del fiume, dà la possibilità agli abitanti (e non solo) di percorrere vie alternative libere da traffico, utilizzando mezzi alternativi non inquinanti.

## Itinerari artistici e turistici

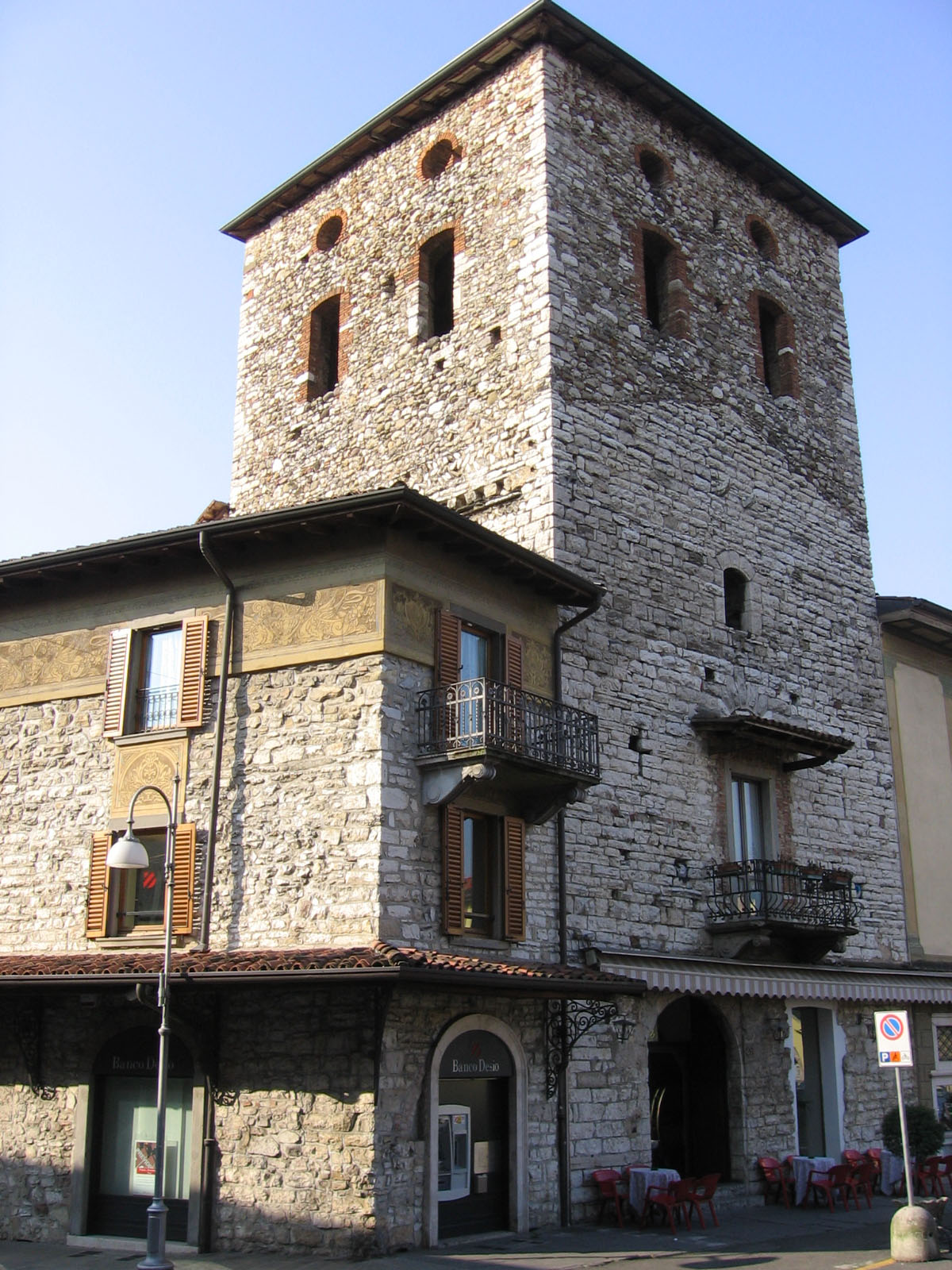
Torre Suardi a Trescore Balneario

Numerosi sono gli itinerari offerti da questa valle: dal già citato Lago di Endine, sulle cui rive si possono svolgere attività sportive, si possono trovare castelli medievali che riportano la memoria all'epoca in cui la famiglia Suardi dominava l'intera vallata: esempi si trovano a Bianzano, dove il castello svetta sull'intera valle da una posizione predominante, ed a Monasterolo del Castello, dove, su una collinetta morenica, nel luogo dove il fiume Cherio nasce dal lago, si trova la costruzione edificata attorno all'anno Mille, abbattuta dal Barbarossa e riedificata appunto dai Suardi. Merita attenzione anche il castello di Mologno, frazione di Casazza, databile attorno al XIII secolo, con annessa torre.
In ambito naturalistico sono rinomati i Colli di San Fermo (1300 m s.l.m.), nel comune di Grone, dove si possono praticare escursioni per ogni esigenza, lanci con il parapendio, mountain bike, ma anche rifornirsi di prodotti alimentari locali direttamente dai produttori.
La natura inoltre ha donato alla valle la Buca del corno, nel comune di Entratico, all'interno della quale si possono osservare i grandiosi effetti creati dall'acqua nella sua opera di erosione. 
Un itinerario volto alla ricerca del benessere non può non comprendere una visita alle terme: rinomate sono quelle di Gaverina Terme, dove viene imbottigliata l'acqua con l'omonimo marchio, e di Trescore Balneario, molto apprezzate per i salutari effetti nei confronti delle malattie respiratorie. Sempre a Trescore Balneario, centro principale della valle, si può ammirare l'Oratorio Suardi, edificato nel XIII secolo dall'omonima famiglia all'interno del parco della villa Suardi, ospitante gli affreschi di Lorenzo Lotto.
Artisticamente parlando, la Valle offre diversi spunti di visita. Ospita infatti il Museo di Arte Contemporanea - Donazione Meli a Luzzana, il museo Cavellas a Casazza, oltre a diverse opere d'arte e architetture dislocate in tutti i comuni di appartenenza. A Luzzana, in località Costa, è presente una maestosa scultura rupestre ottocentesca denominata 'Il gigante' e realizzata in età giovanile dallo scultore locale Giosuè Meli, che in seguito si trasferì a Roma e fu molto apprezzato, tra altri numerosi committenti dell'epoca, anche da Papa Pio IX.
Da qualche anno, per una migliore valorizzazione del territorio, alcune società sportive, coadiuvate dagli enti locali, organizzano una gara di mountain bike, denominata Valcavallina superbike, che attraversa l'intera valle toccando quasi tutti i paesi della comunità montana, permettendo di godere dei panorami della zona. Il logo della manifestazione è il rospo Bufo bufo, diffusissimo nella zona, specialmente sulle rive del Lago di Endine, ma a rischio di estinzione a causa dell'uomo.

## Suddivisioni amministrative
Il suo territorio comprende 16 comuni, che fanno parte del più ampio territorio della Comunità Montana dei Laghi Bergamaschi:
- Berzo San Fermo
- Bianzano
- Borgo di Terzo
- Casazza
- Cenate Sopra
- Endine Gaiano
- Entratico
- Gaverina Terme
- Grone
- Luzzana
- Monasterolo del Castello
- Ranzanico
- Spinone al Lago
- Trescore Balneario
- Vigano San Martino
- Zandobbio